# Бескрылка
Бескры́лка — разновидность интеллектуальной игры, стихотворная загадка на угадывание цитаты по контексту.

## Происхождение
Игра изобретена Олегом Пелипейченко (Харьков) в 1998 году и названа им «бескрылка». Сама же идея построения стихов с цитатами далеко не нова. Например, вагант XII века Вальтер Шатильонский (он же Готье из Лилля) увлекался так называемыми versus cum auctoritate — стихами, сочетающими вагантскую строфу с цитатой из античного автора.

## Описание игры
Бескрылка представляет собой небольшое стихотворение, как правило, четверостишие, из которого удалена часть текста (чаще всего последняя строка). Эта удалённая часть текста должна являться крылатой фразой или словосочетанием, известной строкой из стихотворения или песни, которую и надо отгадать. Название «бескрылка» дано из-за нехватки в её тексте крылатой фразы, которую требуется восстановить.
Ответ на бескрылку называется крылом и должен соответствовать остальному четверостишию (называемому телом):
- по смыслу,
- по рифме,
- по размеру (с точным соответствием числа слогов).

Как правило, оригинальная фраза помещается в бескрылке в другой контекст, где ей придаётся совершенно иной смысл, зачастую с игрой слов.
Существуют различные отклонения от этих правил (некоторая неграмотность в крыле, бескрылка в прозе, крыло на иностранном языке и тому подобное). Бескрылки с такими отклонениями считаются «экспериментальными».
Встречаются также «двукрылки» — бескрылки, в которой пропущены две фразы из двух разных источников.
Иногда правилами предусматривается зачёт неавторского («дуального») ответа как правильного. От такого ответа требуется известность фразы, её соответствие по рифме, размеру и смыслу, а также «обыгрывание» — игра слов или переосмысление крыла — не хуже, чем в авторском ответе.

## Примеры
- Бескрылка с точной крылатой фразой:

Племянник Сталина отставил

Пустую рюмку и сказал:

«[. . .],

А самых лживых поправлял».
Ответ
Мой дядя самых честных правил

— Н. Голованова
- Бескрылка с отличиями в знаках препинания и регистре букв:

Посетитель в орбитальном музее —

Через век, а может, два или три —

Скажет вдруг, на развалюху глазея:

«[. . .]!»
Ответ
Как прекрасен этот «Мир», посмотри!

— С. Шоргин (написано до 2001 года)
- Бескрылка с переразбиением слов:

Нил крокодил до последнего вздоха

Помнил, ворочаясь в узкой лохани:

«Ужас в зверинце — и тесно, и […

…], и просторами манит.»
Ответ
плохо!

Нил и хорош
(Владимир Высоцкий, «Песня о друге»: строка «Плох он или хорош».)

— Б. Ханукаев
- Двукрылка:

С местом дела у музея плохи — 

С древностью социализм связали:

[...]

[...].
Ответ
Ум, честь и совесть нашей эпохи

В греческом зале, в греческом зале

— О. Пелипейченко
- Экспериментальная бескрылка в прозе (из всех требований остался только момент обыгрывания оригинальной фразы в другом контексте):

В сорок втором году всю верхушку СС свозили на экскурсию в Пятигорск.

[...].
Ответ
Никогда ещё Штирлиц не был так близок к Провалу

— Д. Борок

## Публикации по теме
- Константин Кноп. Я не поэт, но говорю стихами // Компьютерра № 34 от 24 августа 1999 года.
- Абросимова Е. А., Соломина H. В. Бескрылка как интертекстуальный феномен / Е. А. Абросимова, H. В. Соломина // Концепт и культура: материалы III международной научной конференции памяти профессора H. В. Феоктистовой, Кемерово, 27—28 марта 2008 г. — Кемерово, 2008. — С. 369—376.
- Алла Докучаева. И стала удача наградой за смелость // «Республика Башкортостан» 27.12.2005 (в Internet Archive).
- Дмитрий Славин. Бескрылки // За науку! № 1533, 2000 год.
- Олег Антонов. Как покорить вершины интеллектуальных игр? Часть 3 // ШколаЖизни.ру, 23.02.2008.
- Публикация в альманахе «Встреча». Albert L. Schultz Jewish Community Center, Russian Emigre Dept. California.